# HyPer (Protein)

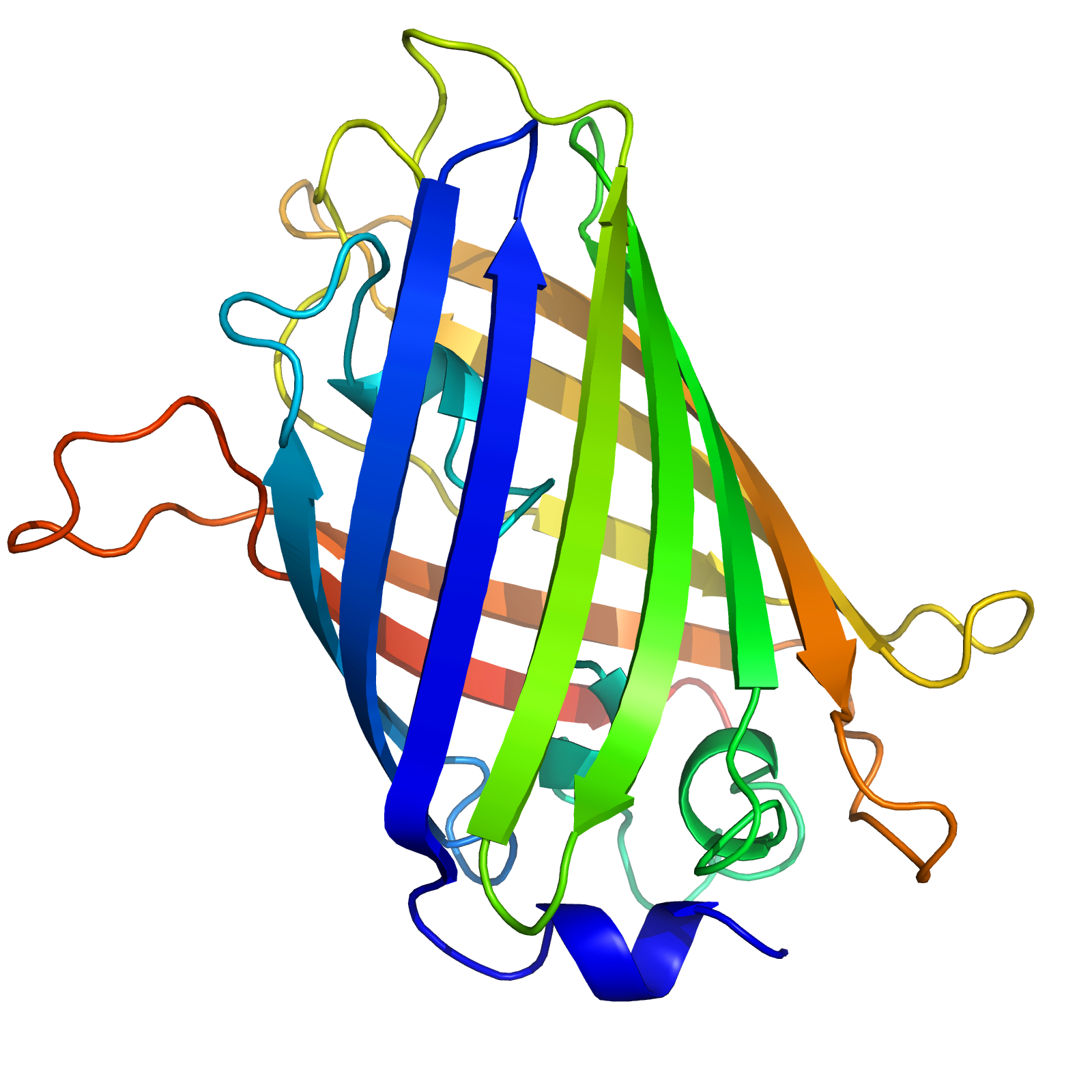
GFP aus Aequorea victoria, Wildtyp-Form.

HyPer ist eine veränderte Variante des grün fluoreszierenden Proteins (genauer: des YFP), bei der sich die Fluoreszenz redox-abhängig ändert.

## Eigenschaften
HyPer ist ein Fusionsprotein aus cpYFP und dem Wasserstoffperoxid-sensitiven bakteriellen Protein OxyR. Die Oxidation führt zu einer Spektralverschiebung der Absorption des HyPer von 420 nm zu 500 nm.

## Anwendungen
Das HyPer wird unter anderem als redox-abhängiger Biosensor und als Reporterprotein verwendet. Mit HyPer kann das Wasserstoffperoxid-abhängige Redox-Potential in vivo bestimmt werden. Im endoplasmatischen Retikulum kann mit HyPer die Bildung von Wasserstoffperoxid verfolgt werden. Alternative optische Nachweisverfahren verwenden z. B. Resazurin (synonym AlamarBlue), Dichlorofluorescein (DCF) oder die Proteine roGFP oder rxYFP.